# Clavelina dellavallei
Clavelina dellavallei är en sjöpungsart som först beskrevs av Zirpoli 1925.  Clavelina dellavallei ingår i släktet Clavelina och familjen klungsjöpungar. Inga underarter finns listade i Catalogue of Life.